# Ligue des communistes - faction prolétarienne
Pour les articles homonymes, voir Ligue des communistes.
 (juin 2019).
- Si vous ne connaissez pas le sujet, laissez ce bandeau (vous pouvez alors contacter les auteurs).
- Si vous supprimez le contenu mis en cause (vous pouvez préalablement contacter les auteurs),

argumentez précisément cette suppression dans la page de discussion
(un manque de référence n'est pas un argument ; une recherche réelle de référence doit avoir été effectuée, être formellement documentée).
La Ligue des communistes – faction prolétarienne est une formation de la Nouvelle Gauche au Japon.

## Présentation
Elle est fondée en mars 1974 principalement par Yoichi Takeuchi, membre de l’exécutif de la seconde Ligue des Communistes (bunto). Elle est pour cette raison surnommée « Bunto Takeuchi ». Celui-ci la quitte cependant dans la première moitié des années 1980. 
Dans le mouvement ouvrier, elle a une certaine influence sur les associations locales des quartiers de Kōtō et de Sumida. Le «groupe d'étude socialiste des travailleurs de la jeunesse de la capitale» de l'organisation des travailleurs était organisé autour de ce groupe ainsi que de l’Armée rouge japonaise.

## Caractéristiques
Leur journal paraît sous le titre de Prolétaire.
L'organisation étudiante est appelée le Front étudiant de contre-attaque. L'organisation de travailleurs est le Groupe d'étude de la société des jeunes travailleurs de la capitale.
Leurs bases sont le Deuxième département de lettres de l’université Meiji ainsi que l'université Chūō.
Leurs casques sont de couleur rouge, marqués sur le devant de « contre-attaque étudiante », à l’arrière de « Meidai », sur les côtés de « AISF » et de « société littéraire de Sundai ».